# Àcid ursodesoxicòlic
L'àcid ursodesoxicòlic (AUDC), també conegut com a ursodiol, és un àcid biliar secundari, produït en humans i en la majoria d'altres espècies a partir del metabolisme dels bacteris intestinals. Se sintetitza al fetge en algunes espècies, i es va identificar per primera vegada a la bilis dels óssos (gènere Ursus, d'on deriva el seu nom). En forma purificada, s'utilitza per tractar o prevenir diverses malalties del fetge i vies biliars.
Està disponible a Espanya com Ursobilane i Adisocol.

## Usos mèdics
L'AUDC s'ha utilitzat com a teràpia mèdica en la malaltia dels càlculs biliars (colelitiasi) i per al fang biliar. L'AUDC ajuda a reduir la saturació de la bilis amb colesterol i condueix a una gradual dissolució de càlculs biliars rics en colesterol.
L'AUDC es pot administrar després de la cirurgia bariàtrica per prevenir la colelitiasi, que es produeix habitualment a causa de la ràpida pèrdua de pes que produeix una sobresaturació de colesterol biliar i també una discinèsia biliar secundària a canvis hormonals.

### Colangitis biliar primària
L'AUDC s'utilitza com a teràpia en la colangitis biliar primària (CBP; anteriorment coneguda com a cirrosi biliar primària) on pot produir una millora en els biomarcadors. Les metaanàlisis han donat resultats contradictoris sobre algun benefici en la mortalitat. Tanmateix, les anàlisis que exclouen els assaigs de curta durada (és a dir, < 2 anys) han demostrat un benefici per a la supervivència i, en general, es consideren més rellevants clínicament. Una revisió sistemàtica Cochrane el 2012 no va trobar cap benefici significatiu per reduir la mortalitat, la taxa de trasplantament hepàtic, la picor o la fatiga.